# テリーザ・メイ
メイデンヘッドのメイ女男爵テリーザ・メアリー・メイ（英語: Theresa Mary May, Baroness May of Maidenhead、1956年10月1日 - ）は、イギリスの政治家、貴族院議員（一代貴族）。第76代首相（在任：2016年7月13日 - 2019年7月24日）。庶民院議員、枢密顧問官、内務大臣、女性・平等担当大臣を歴任した。マーガレット・サッチャーに続くイギリスで2人目の女性の保守党党首かつ首相を務めた。

## 来歴

### 生い立ち
1956年10月1日、イーストボーンに誕生する。公共活動派だったイングランド国教会の司祭の父に影響され、12歳の時に政治家を志した。グラマースクールと呼ばれる公立進学校を経て、オックスフォード大学のセント・ヒューズ・カレッジで地理学を学ぶ。

### 庶民院議員

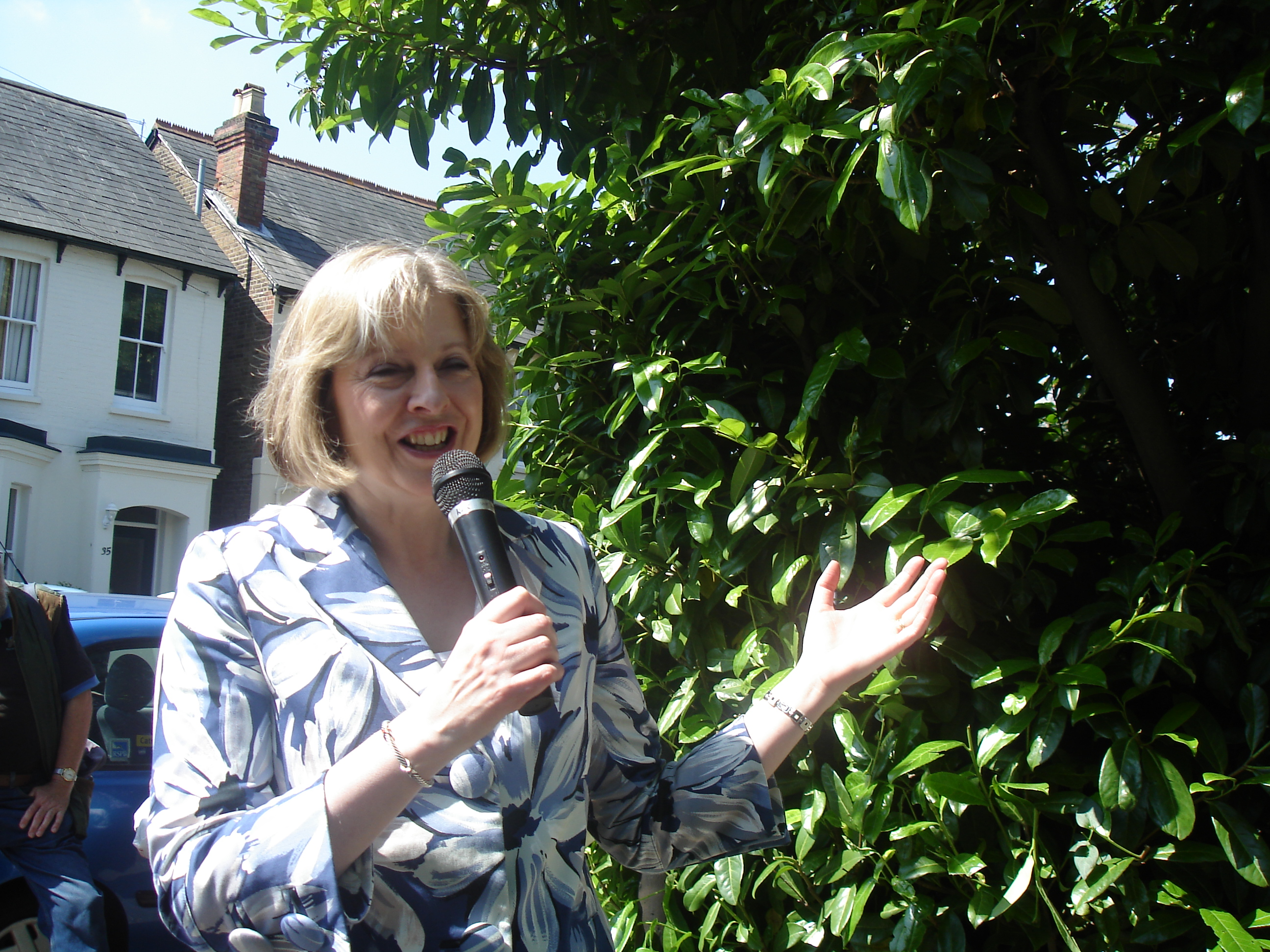
2007年6月2日

イングランド銀行でキャリアを始めた後、支払清算サービス協会で勤務する。1997年5月から庶民院議員となり、2002年7月に保守党幹事長に就任する。2003年には枢密顧問官となった。

### 内務大臣
2010年イギリス総選挙で保守党が勝利して政権に復帰すると、同年5月に内務大臣に就任した。保守党は総選挙の際の公約で、移民を10万人未満に抑えるとしていた。しかしながら、メイが内務大臣であった時期に流入した移民の数は、2015年時点で年間約33万人にまで上昇した。

### EU離脱の是非を問う国民投票
メイは一般的には欧州懐疑派の政治家と見なされてきたが、2016年6月23日のイギリスのヨーロッパ連合離脱の是非を問う国民投票では「残留」に投票することを表明した。しかし、残留のキャンペーン展開には消極的であった。メイのこうした日和見的な態度は、将来の首相就任を見据えてEU残留派・離脱派で分断していた党内でより多くの支持を得るための布石と見られていた。

### 2016年保守党党首選挙
ヨーロッパ連合離脱の是非を問う国民投票で離脱派が勝利したことを受け、デーヴィッド・キャメロンが首相辞任を表明し、後継者選びのための保守党党首選挙が行われることになった。メイは立候補の意向を示し、保守党党首に選出された場合には「保守党とイギリスのまとまりを強化する」と意気込みを語った。自らは残留に投票したEU離脱問題については、国民投票の結果を受けてEU離脱を遂行させると言明した。EU離脱交渉では、人の移動の自由の制限とサービス・財の貿易の両方を可能な限り要求していく考えを示している。欧州連合条約（Treaty on European Union）第50条については、イギリスの交渉方針が合意に至るまでは行使せず、2016年度内の行使は無いとみられている。
また、メイは人権と基本的自由の保護のための条約（ECHR）を破棄することを提案していたが、首相になった場合はこの提案を撤回すると述べた。EU離脱後のイギリスを上手く機能させるとも主張した。そしてイギリスを団結させ、イギリスの未来のための強い新たな肯定的なビジョンを持つことが必要だとし、そのビジョンは「一握りの特権階級のためのものでは無くイギリス国民全員のためのビジョンである」と論じた。マクロ経済の財政政策に関しては緊縮寄りであり、歳出削減と財政赤字削減を進めていく方針である。ただし、ジョージ・オズボーン財務大臣が言及していた緊縮財政政策のための懲罰的予算は編成しないと述べている。さらに2020年以前に解散総選挙を行うことはないとも言明した。しかし、2017年5月に解散総選挙を実施している。
保守党党首選挙には5人が立候補し、議員投票の結果としてメイとアンドレア・レッドサムの間で決選投票を行うこととなっていたが、7月12日にレッドサムが党首選挙から撤退することを表明したため、メイの保守党党首及び首相就任が確定した。

### 首相

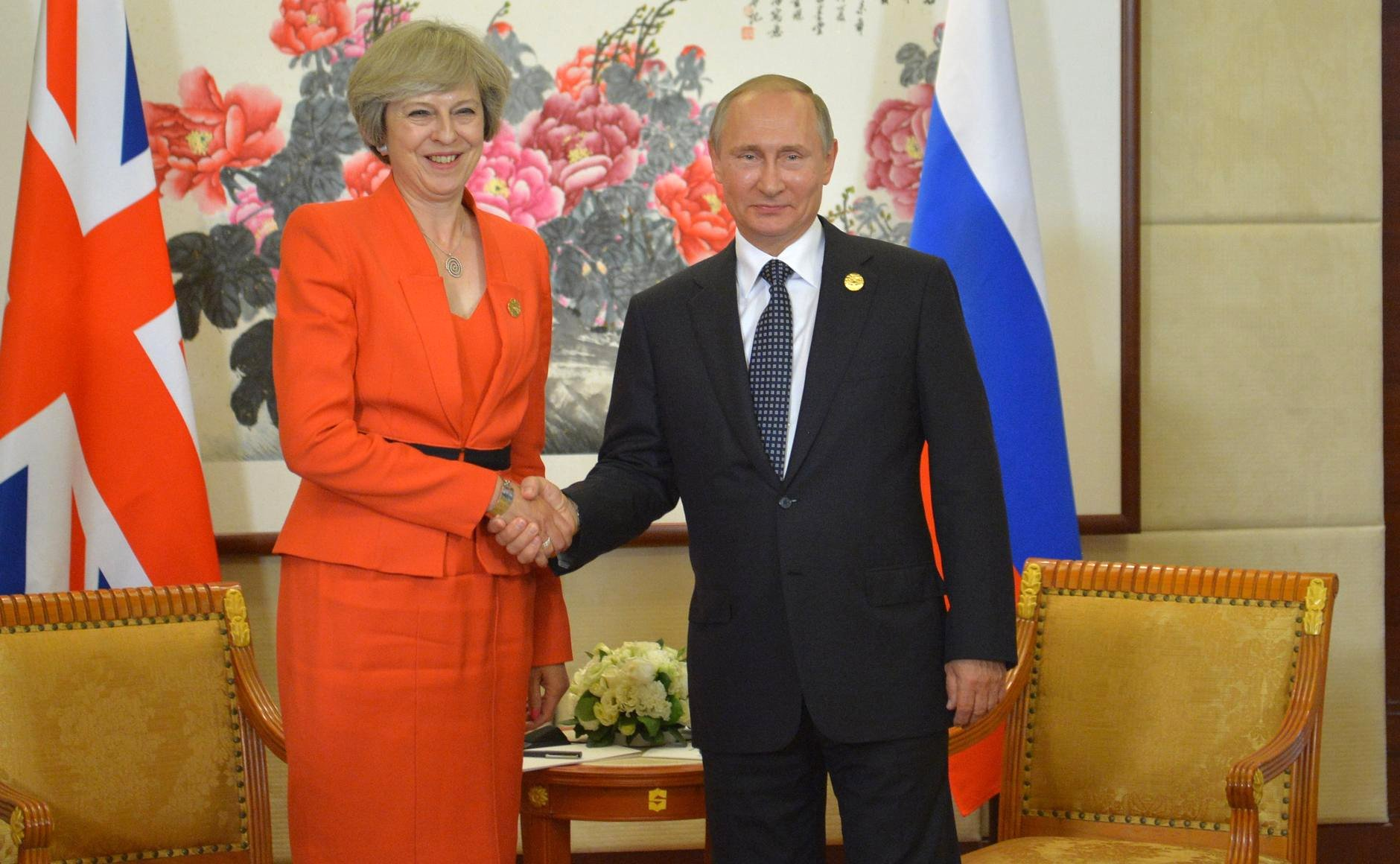
ロシアの大統領ウラジーミル・プーチンと（2016年9月4日・中華人民共和国の杭州のG20サミットにて）。

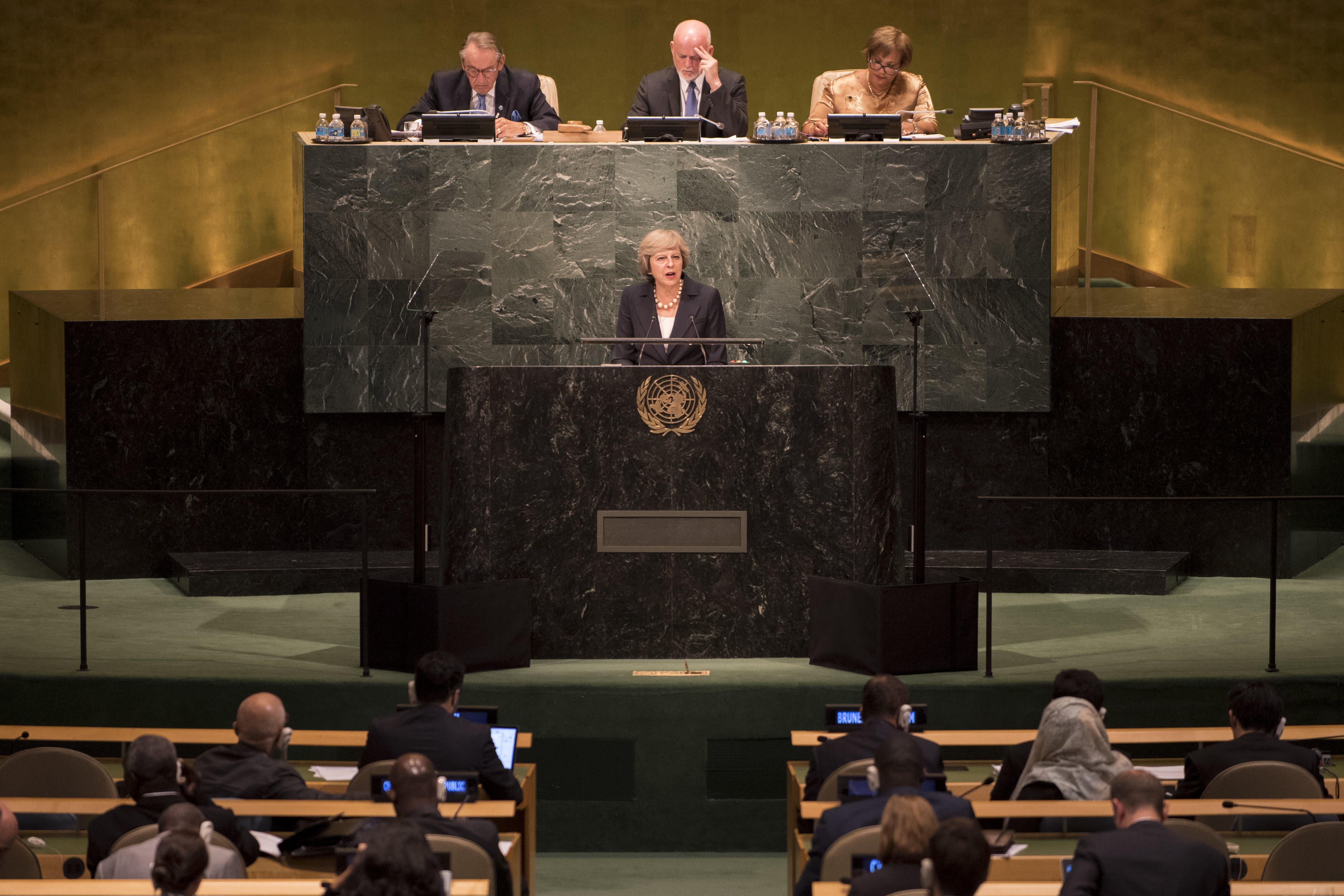
国際連合総会にて（2016年9月20日）。

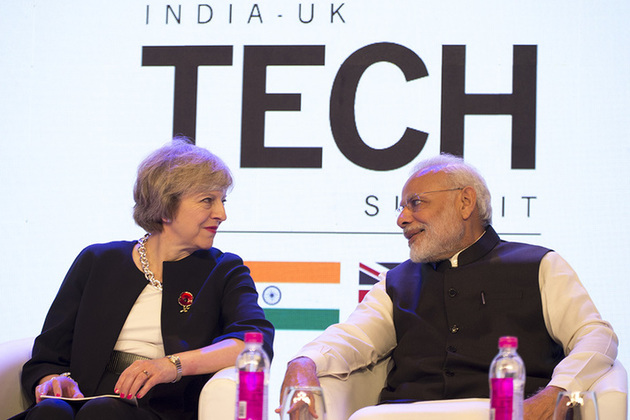
インドの首相ナレンドラ・モディと同国首都ニューデリーで開催された「India-UK Tech Summit」にて(2016年11月7日)

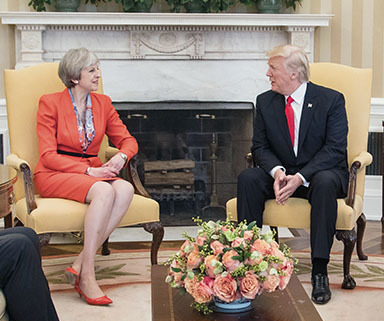
アメリカの大統領ドナルド・トランプとホワイトハウスにて（2017年1月27日）。

2016年7月13日、キャメロンの首相辞任を受けてバッキンガム宮殿に参内し、エリザベス2世女王から首相就任の承認を受け、第76代イギリス首相に就任した。マーガレット・サッチャーに続く女性で2人目のイギリス首相となる。首相就任後に首相官邸前で所信表明を行なった。
新政権発足に当たって主にEU離脱問題を担当する閣僚ポストとして欧州連合離脱大臣が新設され、デイヴィッド・マイケル・デイヴィスをそのポストに起用し、キャメロン政権で外務・英連邦大臣を務めたフィリップ・ハモンドを財務大臣に充て、ハモンドの後任の外務・英連邦大臣にロンドンのボリス・ジョンソン前市長を起用するなどの主要閣僚を発表して、正式に第1次メイ内閣を発足させた。
2017年4月18日、庶民院を解散し総選挙を行うことを提案した。庶民院の任期は満了させるとしていた過去の発言を覆した理由について、EU離脱に当たって強い体制が必要なためとしたが、最大野党の労働党の支持率低迷を受けたものとする見方もあった。提案を受けて庶民院で早期解散についての採決が行われて承認された。
当初の各種世論調査では、保守党が支持率で他の党に対して大幅に先行していたものの徐々に労働党に詰め寄られ、2017年6月8日に実施された総選挙では、保守党は第一党の地位は維持したものの、議席を選挙前から13減らしたため単独での過半数を維持できず、ハング・パーラメント状態となった。しかし民主統一党の閣外協力を取りつけて第2次メイ内閣を発足させた。
2019年1月15日、ブレグジット（EU離脱）に関してヨーロッパ連合とまとめた協定案について庶民院で採決が行われ、賛成202・反対432の圧倒的大差で否決された。EU離脱によりイギリス領北アイルランドとアイルランドの通関が復活すると、北アイルランドの民族主義者（アイルランド帰属派）との紛争が激化することを恐れた。そこでEU部分残留を可能にすることで、通関を不要にしたものだが、保守党内の強硬な離脱派などが反発して大量の造反者が出たことが、大差による否決の原因だった。
一方、労働党が提出した内閣不信任案も1月16日に賛成306・反対325で否決され、メイ政権は続投することになった。

#### 保守党党首辞任

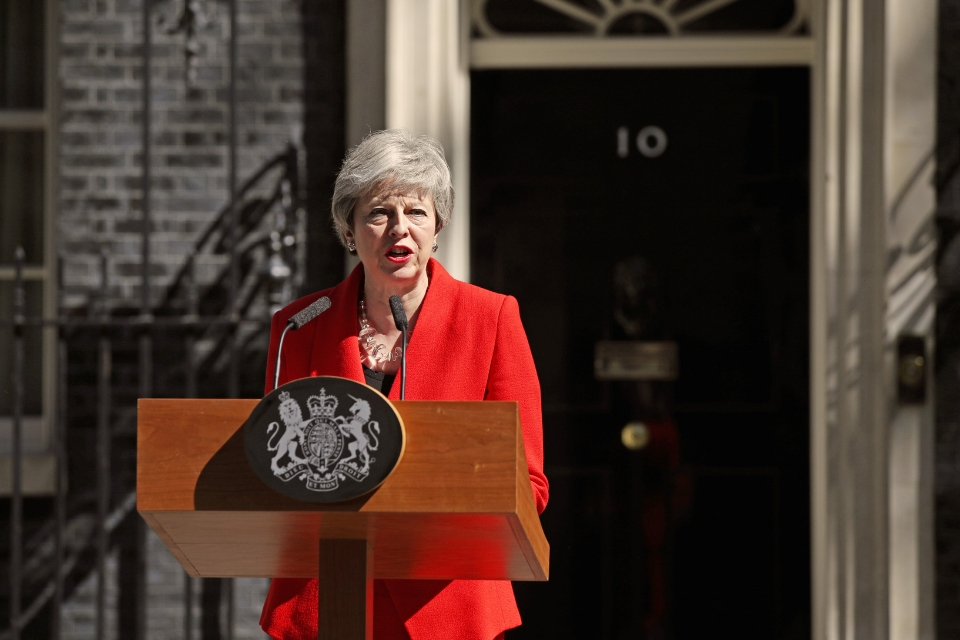
辞任を表明するメイ（2019年5月24日）

2019年5月24日、EU離脱交渉の行き詰まりの責任を取り辞任を表明。後任の首相が就任するまで党首代行として首相職に留まり、7月24日にボリス・ジョンソンが後任の首相となった事で首相を退任した。
2024年3月8日、年内にも実施される次期総選挙に出馬せず、政界を引退する意向を表明した。
2024年7月4日、スナク政権による解散叙勲で一代貴族・貴族院議員に叙された。

## 政策・主張

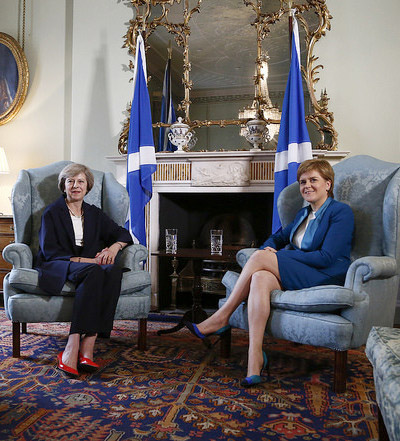
スコットランドのニコラ・スタージョン首相と（2016年7月15日）

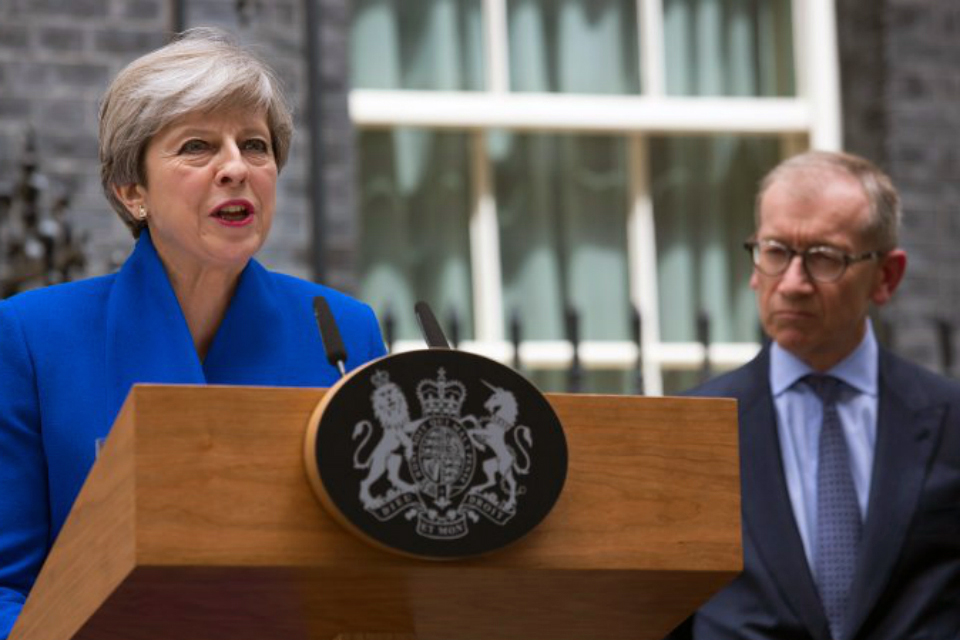
2017年イギリス総選挙の結果を受けてダウニング街10番地前で演説をするメイ首相。右の人物は夫のフィリップ（2017年6月9日）。

- 先述した通り基本的には欧州懐疑主義者である。イギリスはヨーロッパ連合の肥大化（トルコなどの加盟）に疑問を呈するべきであるという[27]。
- 内務大臣時代にはイギリスをテロから保護して出入国管理を厳格にして、犯罪を効果的に対処するために警察を指揮する仕事に携わっていた[28]。

現代的奴隷労働の摘発
2015年3月、メイは内務大臣として「2015年現代奴隷法（Modern Slavery Act 2015）」を可決させた。これはヨーロッパでは最初の法制化であり、違反者に厳しい罰則を課すものだった。
人身売買の犯罪歴のある者を出入国させないための手段としても重要な法制化だった。これにより被害者の保護が強化されただけで無く、ビジネスにも透明性を高めるよう要求することになった。
首相になったメイはこれでもまだ不十分だと見ている。2015年度は289件の現代的奴隷労働を摘発したが、さらに多くの奴隷労働を摘発して被害者を支援できると考えている。
地方警察も場所によって対応度に差があり、2015年4月から2016年3月の期間に43の地域のうち6の地域では一つも現代的奴隷労働を摘発しなかった。メイは全ての地域の警察が現代的奴隷摘発を優先的に扱うように当局に命じている。英国だけでも少なくとも1万人が現代的奴隷労働の被害にあっており、全世界での被害者は4500万人以上となっている。ハイリスク国家では定期的に人身売買が行われ被害者は英国へ送られてくる。
これに対処するため、3300万ポンドを費やして5年間で「国際現代奴隷基金(International Modern Slavery Fund)」を設立するとした。
グラマースクール
1998年、当時の労働党政権でトニー・ブレア首相は新規のグラマースクールの開設を禁止したが、2016年に首相となったメイは保守党政権下で新規のグラマースクールを設置することを検討している。保守党の議員らはメイの方針に同意し、「グラマースクールの拡大によって学校の選択の幅が広がることは素晴らしいことだ」と述べた。
イギリスの国家安全保障上の脅威となるような海外からの投資
中華人民共和国の国営企業がイギリスのサマセットの原子力発電への約180億ポンドの投資を計画しており、ヒンクリーポイントの新世代の原子力発電所建設も提起していたが、メイはその計画承認を遅らせる決定をした。
ヴィンス・ケーブル元ビジネス・イノベーション・技能大臣によれば、メイは中国によるイギリスのビジネスへの関与に安全保障上の懸念を抱いており、中国人ビジネスマンへのビザルールを緩和することには乗り気ではないのだという。
メイとは対照的にジョージ・オズボーン元財務大臣は中国からの投資に積極的であり、中国の会社による高速鉄道プロジェクトを推進し、そして中国人ビジネスマンへのビザ発行には寛容的であった。
内務大臣時代はイギリスの安全保障上の脅威になるような海外からの投資を防止するために、より厳格なアメリカ型のテストを導入したがっていた。しかし、メイは中国の習近平国家主席と李克強国務院総理に両国協力を呼びかける極めて異例な直筆の手紙を送付しているように、キャメロン前政権と同様にメイ曰く「英中の黄金時代」を続けたいとして中国を重視しており、ハモンド財務大臣は中国との自由貿易協定の締結を交渉入りさせている。
結局中国が出資するヒンクリーポイントの計画は「イギリス政府の許可無しに権益を売買できない」とする条件付きながらメイは承認した。

## 来日
- 2017年8月30日から9月1日にかけて来日して安倍晋三首相と首脳会談を行い、皇居に参内して明仁天皇へ謁見した。
- 2022年9月27日、クレバリー外務・英連邦・開発大臣と共に故安倍晋三国葬儀に参列した[39]。

## 人物
- 1980年9月、大学時代の同級生であるフィリップ・メイと結婚した。2人はオックスフォード大学に留学していたベナジル・ブットの紹介で知り合った。夫とクイズ番組に興じる様子がカメラに収められている[40]。子女はいない。料理が趣味で、100冊以上のレシピ本を所有している[41]。
- 実務家として知られ、内相時代には警察改革により犯罪発生率を低下させたほか、ヨルダン政府へ直談判し過激派組織のリーダーの強制送還を実現した。一方で、移民削減の目標値を達成できず批判を受けた[41]。
- 「大臣の墓場」と揶揄される内務大臣を6年務め上げた手腕もあり、当時のデーヴィッド・キャメロン首相から自身の後継候補として、ジョージ・オズボーンやボリス・ジョンソンと並び、名前が上げられていた[42]。
- 自分の意見を表に出さず、また政治家同士で馴れ合うことを良しとしないため、「氷の女王（the Ice Queen）」の異名を持つ[43]。
- イギリス初の女性首相であるマーガレット・サッチャー同様、牧師の娘である。敬虔なクリスチャンとして知られ、首相在任中も毎週日曜日の礼拝は欠かさなかった[44]。